# Rubén Legazpi
Ruben Legazpi (* 27. Juli 1982 in Madrid, Spanien) ist ein spanischer Karambolagespieler, spanischer und Junioren-Europameister.

## Karriere
Mit nur 19 Jahren schaffte Legazpi den Sprung in die internationale Szene des Dreiband, als er 2001 im spanischen Gandía die Bronzemedaille bei der Junioren-Weltmeisterschaft gewann, gemeinsam mit seinem Landsmann José-Maria Mas und hinter dem griechischen Sieger Filipos Kasidokostas und einem weiteren Landsmann, Carlos Crespo. Ein Jahr später, 2002, eine weitere Bronzemedaille, diesmal bei der Junioren-Europameisterschaft im belgischen Löwen, hinter Frederic Mottet aus Belgien, Kasidokostas und dem Enkel von Raymond Ceulemans, Peter Ceulemans. 2003 dann die Goldmedaille bei der Junioren-EM. Beim Dreiband-Weltcup 2009/5 kam er im ägyptischen Hurghada erstmals aufs Treppchen und erhielt, gemeinsam mit Tayfun Taşdemir, die Bronzemedaille. Beim dritten Turnier des Jahres 2013 im griechischen Korinth kam er ins Finale, musste sich dort aber dem Schweden Torbjörn Blomdahl geschlagen geben.
Bei der Spanischen Meisterschaft 2018, nach fünf Bronzemedaillen, endlich die Goldmedaille, der Titelverteidiger von 2017, Javier Palazón, wurde Dritter. Der „ewige“ Sieger, Daniel Sánchez, schied diesmal schon im Achtelfinale aus. 2019 konnte Legazpi seinen Titel in Valencia verteidigen und sich im Finale gegen Palazón durchsetzen. Eine Leistung, die vor ihm nur Daniel Sanchez vollbrachte. Im Verlauf des Turniers traf er vorher schon auf seinen Vater, Alfonso Legazpi. Das Spiel wurde als sehr emotional beschrieben. Insgesamt hat sich Legazpi bis dahin insgesamt 30 spanische Medaillen erkämpft, 6 × Gold, 9 × Silber und 15 × Bronze. Er steht damit auf Platz 4 der erfolgreichsten spanischen Dreibandspieler.
Im November 2022 wurde Legazpi Silbermedaillengewinner der Dreiband-Weltmeisterschaft 2022 im südkoreanischen Donghae. Im Viertelfinale schlug er den Franzosen Jérémy Bury, danach den belgischen Altmeister Eddy Merckx, bevor er im Finale auf den Türken Tayfun Taşdemir traf, dem er dann jedoch klar mit 14:50 in 14 Aufnahmen unterlag. Es ist sein erster Podestplatz bei dieser WM-Serie.

## Erfolge
- Dreiband-Weltmeisterschaft:  2022
- Dreiband-Weltmeisterschaft der Junioren:  2001
- Dreiband-Europameisterschaft der Junioren:  2003  2002
- Dreiband-Weltcup:  2013/3   2009/5
- Dreiband-Europameisterschaft für Nationalmannschaften:  2008, 2020  2019  2009
- Spanische Dreiband-Meisterschaft:  2018, 2019   2004, 2007, 2008, 2014, 2017

Quellen: 